# AS PURE AS...
「AS PURE AS...」（アズ・ピュア・アズ）は、西田ひかるの通算27枚目のシングル。1999年4月21日発売。発売元はポニーキャニオン。

## 解説
表題曲は本人出演のハウス食品「PURE-INウォーター」のコマーシャルソングとして使用された。コマーシャルには作詞を手掛けたマーク・パンサーも出演。

## 収録曲
| 全作詞: MARC、全作曲: 岡田実音、全編曲: 岡田実音&高島智明。 |                                  |       |            |      |
| #                                                           | タイトル                         | 作詞  | 作曲・編曲 | 時間 |
| 1.                                                          | 「AS PURE AS...」                | MARC  | 岡田実音   | 4:40 |
| 2.                                                          | 「AS PURE AS... (premier Mix)」  | MARC  | 岡田実音   | 4:40 |
| 3.                                                          | 「AS PURE AS...」(Backing Track) | MARC  | 岡田実音   | 4:40 |
| 合計時間:                                                   | 合計時間:                        | 14:00 |            |      |

## 収録アルバム
AS PURE AS...
- 『西田ひかる SINGLESコンプリート』